# Buburlau (Stadtteil)
Buburlau ist ein Stadtteil der osttimoresischen Landeshauptstadt Dili im Suco Camea (Verwaltungsamt Cristo Rei, Gemeinde Dili).

## Geographie
Buburlau liegt östlich des Stadtzentrums von Dili, am Benamauc, einem Quellfluss des Mota Claran. Er nimmt den Westen der Aldeia Fatuc Francisco und den Norden der Aldeia Buburlau ein. Zu der Aldeia Buburlau gehört auch der südlich gelegene Stadtteil Karomate. Nach Norden bildet die Überlandstraße von Dili nach Hera (hier Rua Fatu-Ahi) die Grenze zum Stadtteil Benamauc. Westlich des Flusses Benamauc liegt der Stadtteil Mota Ulun, der zum Suco Becora gehört. Der Fluss führt nur in der Regenzeit Wasser. Östlich steigt das Land an einem Hang auf über 300 m an. Hier nimmt die Besiedlung ab.